# ولف لارسن (فیلم)
ولف لارسن (انگلیسی: Wolf Larsen) یک فیلم ماجراجویی به کارگردانی هارمون جونز محصول سال ۱۹۵۸ کشور ایالات متحده آمریکا است. این فیلم براساس رمان گرگ دریا اثر جک لندن ساخته شده‌است.

## بازیگران
- بری سالیوان در نقش Wolf Larsen
- پیتر گریوز در نقش Van Weyden
- گیتا هال در نقش Kristina
- ثیر دیوید در نقش Mugridge
- جان آلدرسون در نقش Johnson
- ریکو آلانیس در نقش Louis
- رابرت جیست در نقش Matthews
- Jack Grinnage در نقش Leach
- Jack Orrison در نقش Haskins
- Henry Rowland در نقش Henderson
- باب لاواره در نقش Crewmember